# 東寺駅
東寺駅（とうじえき）は、京都府京都市南区西九条蔵王町にある、近畿日本鉄道（近鉄）京都線の駅。駅番号はB02。
現在は特急以外のすべての列車が停車するが、一時期京都線に設定されていた快速急行は通過していた。

## 歴史
- 1928年（昭和3年）11月15日：奈良電気鉄道京都 - 桃山御陵前間開通時に開業[2]。
- 1939年（昭和14年）3月：大和西大寺方に0.11 km移設し[3]、高架化。
- 1963年（昭和38年）10月1日：会社合併により近畿日本鉄道の駅となる[2]。
- 2007年（平成19年）4月1日：ICカード「PiTaPa」使用開始[4]。
- 2024年（令和6年）1月10日：終日無人駅化[5]。

## 駅構造

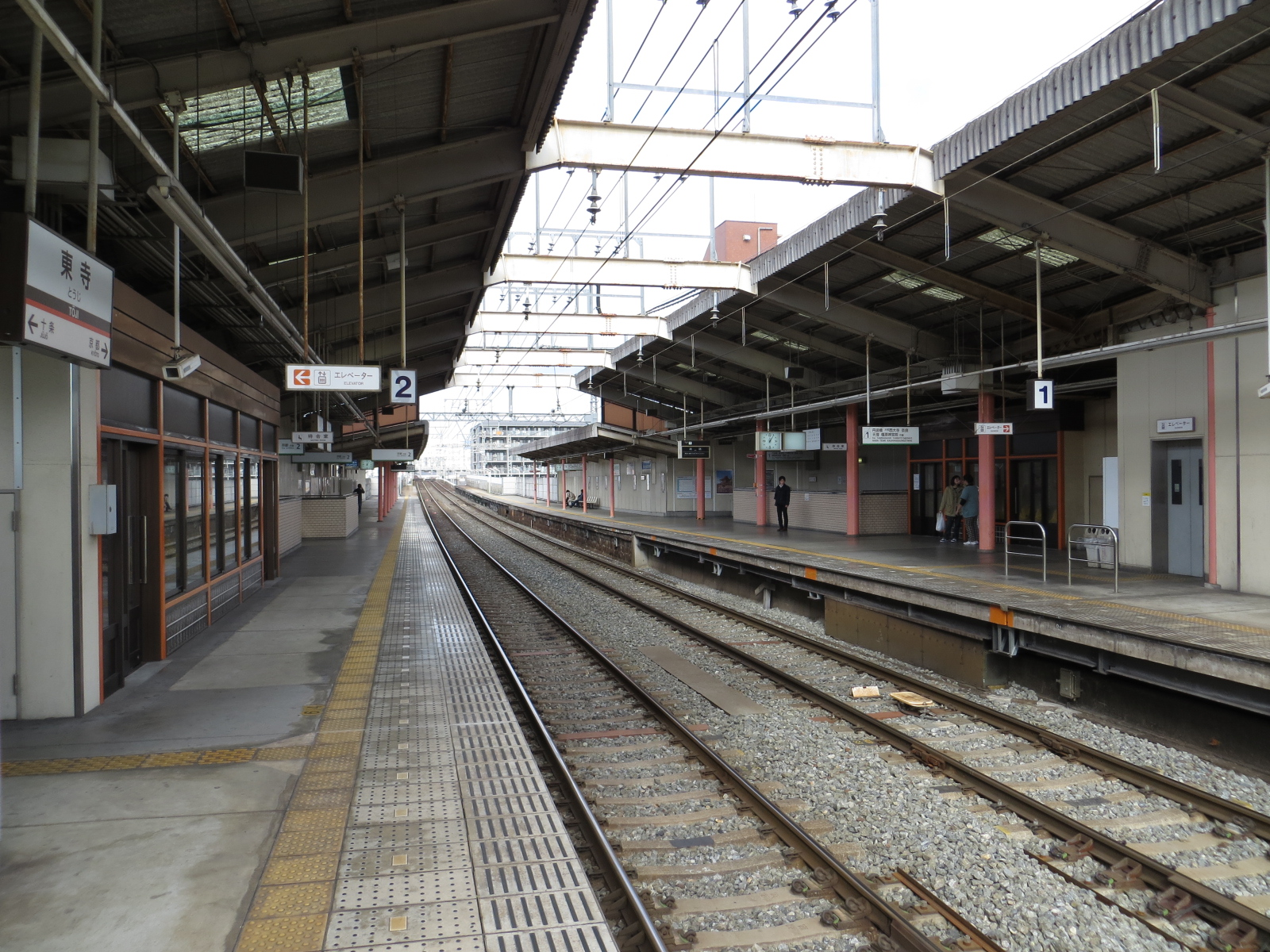
ホーム（2013年11月）

相対式2面2線のホームを持つ高架駅。ホーム有効長は6両。改札・コンコースは1階、ホームは2階にある。改札口は1か所のみ。過去には京都駅側のホーム途中に非常用渡り線があった。
京都駅管理の無人駅で、PiTaPa・ICOCA対応の自動改札機および自動精算機（回数券カードおよびICカードのチャージに対応）が設置されている。

### のりば
| のりば | 路線     | 方向 | 行先                           |
| ------ | -------- | ---- | ------------------------------ |
| 1      | B 京都線 | 下り | 近鉄奈良・天理・橿原神宮前方面 |
| 2      | B 京都線 | 上り | 京都方面                       |

## 利用状況
近年における当駅の1日乗降人員の調査結果は以下の通り。
- 2023年11月7日：7,931人
- 2022年11月8日：7,864人
- 2021年11月9日：7,123人
- 2018年11月13日：9,285人
- 2015年11月10日：8,742人
- 2012年11月13日：8,153人
- 2010年11月9日：9,267人
- 2008年11月18日：9,909人
- 2005年11月8日：9,765人

## 駅周辺

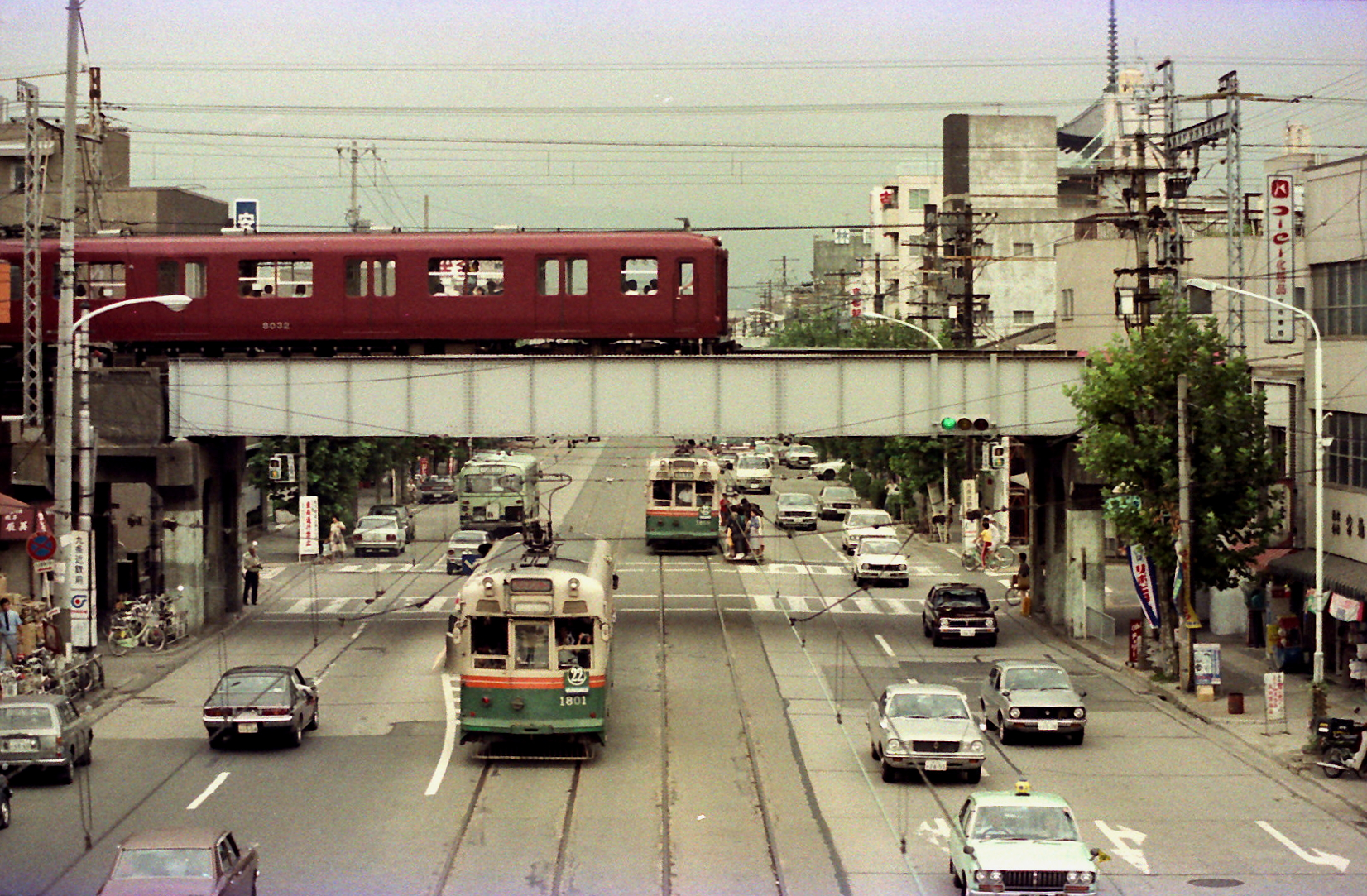
九条通（1978年9月撮影。かつては京都市電九条線と交差し、当駅付近に九条近鉄前電停があった）

- 東寺
- NTT西日本京都病院
- 京都市立九条中学校
- 京都市立九条弘道小学校
- 京都東寺郵便局
- 京都西九条郵便局
- 京都テルサ（京都府民総合交流プラザ）
- 九条通（国道1号・国道171号）
- 京阪国道口
- 京都府立鳥羽高等学校
- 洛南高等学校・附属中学校
- 京都コンピュータ学院
- イオンモールKYOTO
- 京都みなみ会館

### バス路線
最寄停留所は、駅前の国道1号線（九条通）にある九条近鉄前である。当停留所の「近鉄東寺駅前」ではなく「九条近鉄前」という呼称は、1978年まで九条通を運行していた京都市電の停留所名を引き継いだものである（1963年までは「九条奈良電前」）。市電時代より引き続き、現在においても市バスへの乗り換え拠点として、京都駅における混雑や移動を避けたい向きに利用されている。
以下の路線が乗り入れており、京都市交通局、京都京阪バス により運行されている。
- 京都市バス
  - 19号系統：京都駅行／中書島 横大路車庫前行
  - 71・特71号系統：京都駅八条口行／京都外大 松尾橋行
  - 78号系統：京都駅行／久世工業団地行
  - 202号系統：東福寺・祇園方面／西大路九条・西ノ京円町方面
  - 快速202号系統：北野白梅町・立命館大学前行
  - 207号系統：東福寺・祇園方面／四条大宮・祇園方面
  - 208号系統：東山七条・京都駅方面／西大路七条・京都駅方面
- 京都京阪バス
  - 26号経路：京都駅八条口行／京阪淀駅行

## 隣の駅
近畿日本鉄道
B 京都線
■急行・■準急
京都駅 (B01) - 東寺駅 (B02) - 竹田駅 (B05)
■普通
京都駅 (B01) - 東寺駅 (B02) - 十条駅 (B03)
- 1946年まで、京都駅と当駅の間に八条駅が存在した。
- 括弧内は駅番号を示している。